# 涂文鈞
涂文鈞（？—1853年），字平甫，湖北嘉魚人。清朝政治人物。

## 生平
歷任工部主事、浙江道監察御史等職。咸豐三年（1853年）官鹽巡道，署江蘇布政使。太平軍攻克南京時戰死。